# Bob Morane
Bob Morane è il protagonista e il titolo generico di una serie di romanzi d'avventura dello scrittore belga Henri Vernes, creata a partire dal 1953 e poi adattata anche in fumetti, serie televisive e altri generi di opere.
Robert Morane, detto Bob, è un agente speciale francese, grande esperto di spionaggio, combattimento, aviazione, lingue, protagonista di ogni genere di avventure in tutto il mondo, anche di stampo fantascientifico. Il suo principale antagonista ricorrente è il genio del male detto Ombra Gialla.

## Romanzi
Henri Vernes ha pubblicato 207 romanzi e 32 racconti di Bob Morane tra il 1953 e il 2012.
Dopo il ritiro di Vernes, il nuovo scrittore di Bob Morane designato dall'editore è diventato Gilles Devindilis, che ha pubblicato altri 10 rimanzi tra il 2012 e il 2021. Decine di altri racconti sono stati pubblicati da autori vari.

## Fumetti
Le storie di Bob Morane sono state adattate in 85 fumetti, sceneggiati da Vernes e disegnati alternativamente da Dino Attanasio, Gérald Forton, William Vance, Felicísimo Coria e Frank Leclercq. Alcune pubblicazioni sono riprese anche dopo il ritiro di Vernes.
Un fumetto parodia, Bob Marone di Yann e Didier Conrad, è uscito su Spirou negli anni '80.

## Film
Nel 1960 la Belgavidéo produsse il film L'Espion aux cent visages, con Jacques Santi nella parte di Bob Morane. In seguito a un incendio che distrusse la pellicola, è divenuto un film perduto.

## Serie televisive
- Bob Morane (1964), con Claude Titre nella parte di Bob Morane, 26 episodi in bianco e nero
- Bob Morane (1998), serie animata franco-canadese di 26 episodi

## Videogiochi
L'Infogrames pubblicò quattro videogiochi per vari tipi di computer:
- Bob Morane: Jungle (1987)
- Bob Morane: Chevalerie (1987)
- Bob Morane: Science fiction (1987)
- Bob Morane: Ocean (1988)

## Altro
L'Aventurier (1982), album degli Indochine, ha scene di Bob Morane in copertina, e il brano eponimo L'Aventurier è ispirato al personaggio.
Il Premio Bob Morane (Prix Bob Morane) è un premio letterario belga annuale, nato nel 1999, che prende il nome dal personaggio.